# Cippi Chotoweli
Cippi Chotoweli (hebr.: ציפי חוטובלי, ang.: Tzipi Hotovely, ur. 2 grudnia 1978 w Rechowot) – izraelska prawnik i polityk, w latach 2013–2015 wiceminister transportu i bezpieczeństwa drogowego, w latach 2014–2015 wiceminister nauki i kosmosu, od 2015 wiceminister spraw zagranicznych, w 2020 minister ds. osadnictwa, od 2009 poseł do Knesetu z listy Likudu.

## Życiorys
Urodziła się 2 grudnia w 1978 w Rechowot. W ramach obowiązkowej służby wojskowej pracowała jako emisariuszka Agencji Żydowskiej w amerykańskiej Atlancie. Ukończyła studia prawnicze (LLB i LLM) na Uniwersytecie Bar-Ilana w Ramat Ganie. Kontynuowała studia doktoranckie na Uniwersytecie Telawiwskim. Należy do Izraelskiej Izby Adwokackiej.
W wyborach parlamentarnych w 2009 po raz pierwszy dostała się do izraelskiego parlamentu z listy Likudu. W wyborach w 2013 uzyskała reelekcję. 19 marca weszła w skład trzeciego rządu Binjamina Netanjahu jako wiceminister transportu i bezpieczeństwa drogowego, 29 grudnia 2014 została dodatkowo wiceministrem nauki i kosmosu. W przyśpieszonych wyborach w 2015 ponownie zdobyła mandat poselski. 19 maja 2015 weszła w skład w nowego rządu Binjamina Netanjahu jako wiceminister spraw zagranicznych, w resorcie kierowanym przez samego premiera.
W wyborach w kwietniu 2019 uzyskała reelekcję.
17 maja 2020 roku zaprzysiężona na ministra ds. osadnictwa. Funkcję tę pełniła do 2 sierpnia 2020 roku.

## Życie prywatne
Jest mężatką.